# いなかっこ
『いなかっこ』は、久保田順子による日本の漫画作品。単行本は全1巻。竹書房の『まんがくらぶオリジナル』にて、2006年10月号・2006年12月～2008年6月号の間連載されていた。ちなみに単行本には、一部描き下ろしが有る。

## 主なキャラクター
白川 秋穂（しらかわ あきほ）
実家が超ド田舎の、茶髪美人。20人しかいない村の出身の為、人の顔を覚えたり区別したりするのが苦手。

## 単行本
バンブーコミックスより刊行。
1. 2008年7月17日発売 ISBN 978-4-8124-6839-5